# CLAMPs Wonderworld
CLAMPs Wonderworld (jap. CLAMPノキセキ, CLAMP no Kiseki) ist eine Reihe von zwölf Magazinen, die zum 15. Jubiläum der Mangaka-Gruppe Clamp 2004 in Japan herausgegeben wurde. Jedes Heft hat 32 Seiten, die vollständig in Farbe sind, und geht näher auf eine oder mehrere Serien der Autoren ein. Zusätzlich enthält jede Ausgabe drei exklusive Schachfiguren von Charakteren aus den bisherigen Werken von Clamp.
In Deutschland erschien die Reihe von Dezember 2004 bis Oktober 2006 bei Egmont Manga & Anime. Die zwölf Ausgaben wurden außerdem in Frankreich, Spanien und den USA veröffentlicht.

## Ausgaben
| #  | Serien                                                     | Cover | Schachfiguren |
| -- | ---------------------------------------------------------- | --- | --- |
| 1  | Card Captor Sakura                                         | Sakura (Tsubasa – Reservoir Chronicle) Tomoyo (Tsubasa – Reservoir Chronicle) | weiße Dame Sakura Kinomoto (Card Captor Sakura) weißer Bauer Mokona Modoki (Tsubasa – Reservoir Chronicle) schwarzer Bauer Mokona Modoki (xxxHolic)                              |
| 2  | Card Captor Sakura Clover The One I Love                   | Sue (Clover) Lan (Clover) | weiße Dame Tomoyo Daidouji (Card Captor Sakura) schwarzer Läufer Kimihiro Watanuki (xxxHolic) weißer Bauer Mokona Modoki (Tsubasa – Reservoir Chronicle)                         |
| 3  | Tokyo Babylon                                              | Subaru Sumeragi (Tokyo Babylon) Hokuto Sumeragi (Tokyo Babylon) | weißer Läufer Subaru Sumeragi (Tokyo Babylon) weißer Bauer Mokona Modoki (Tsubasa – Reservoir Chronicle) schwarzer Bauer Mokona Modoki (xxxHolic)                                |
| 4  | Magic Knight Rayearth Angelic Layer                        | Hikaru Shido (Magic Knight Rayearth) Misaki Suzuhara (Angelic Layer) | weißer Turm Misaki Suzuhara (Angelic Layer) schwarzer Läufer Seishiro Sakurazuka (Tokyo Babylon) schwarzer Bauer Mokona Modoki (xxxHolic)                                        |
| 5  | Clamp School Detectives Justice Guards Duklyon 20 Masken!! | Nokoru Imonoyama (Clamp School Detectives, Justice Guards Duklyon) Suoh Takamura (Clamp School Detectives, Justice Guards Duklyon) Akira Ijyuin (Clamp School Detectives, Justice Guards Duklyon, 20 Masken!!) | schwarzer Turm Sue (Clover) schwarzer Springer Nokoru Imonoyama (Clamp School Detectives, Justice Guards Duklyon) weißer Bauer Mokona Modoki (Tsubasa – Reservoir Chronicle)     |
| 6  | RG Veda                                                    | Ashura (RG Veda) Dark Ashura (RG Veda) | weißer Springer Hikaru Shido (Magic Knight Rayearth) schwarzer Turm Ashura (RG Veda) schwarzer Bauer Mokona Modoki (xxxHolic)                                                    |
| 7  | Chobits Wish ’Cause I Love You                             | Kohaku (Wish) Chi (Chobits) | weißer Turm Chi (Chobits) weißer Springer Akira Ijyuin (Clamp School Detectives, Justice Guards Duklyon, 20 Masken!!) weißer Bauer Mokona Modoki (Tsubasa – Reservoir Chronicle) |
| 8  | X                                                          | Kamui Shiro (X) Fuma Monou (X) | schwarzer König Kamui Shiro (X) weißer Bauer Mokona Modoki (Tsubasa – Reservoir Chronicle) schwarzer Bauer Mokona Modoki (xxxHolic)                                              |
| 9  | X Miyuki-chan im Wunderland Die Schneeprinzessin           | Miyuki (Miyuki-chan im Wunderland) Seishirou Sakurazuka (Tokyo Babylon, X) | schwarzer König Fuma Monou (X) weißer Läufer Miyuki (Miyuki-chan im Wunderland) schwarzer Bauer Mokona Modoki (xxxHolic)                                                         |
| 10 | xxxHolic Lawful Drug                                       | Yuko Ichihara (xxxHolic) Kimihiro Watanuki (xxxHolic) | schwarzer Läufer Fye de Flourite (Tsubasa – Reservoir Chronicle) schwarze Dame Yuko Ichihara (xxxHolic) weißer Bauer Mokona Modoki (Tsubasa – Reservoir Chronicle)               |
| 11 | Tsubasa – Reservoir Chronicle Shin Shunkaden               | Kurogane (Tsubasa – Reservoir Chronicle) Fye de Flourite (Tsubasa – Reservoir Chronicle) | weißer Läufer Kohaku (Wish) schwarzer Springer Kurogane (Tsubasa – Reservoir Chronicle) schwarzer Bauer Mokona Modoki (xxxHolic)                                                 |
| 12 | Tsubasa – Reservoir Chronicle, Kobato.                     | Shaolan (Tsubasa – Reservoir Chronicle) Kobato Hanato (Kobato.) | weißer König Shaolan (Tsubasa – Reservoir Chronicle) weißer Bauer Mokona Modoki (Tsubasa – Reservoir Chronicle) schwarzer Bauer Mokona Modoki (xxxHolic)                         |

Außerdem gab es die Möglichkeit, einen weißen König Kero-chan (Card Captor Sakura) und einen schwarzen König Suppy-chan (Card Captor Sakura) zu bekommen.